# Le Tignet
Le Tignet település Franciaországban, Alpes-Maritimes megyében. Lakosainak száma 3158 fő (2022. január 1.). Le Tignet Peymeinade, Saint-Cézaire-sur-Siagne, Spéracèdes, Montauroux és Tanneron községekkel határos.

## Népesség
A település népességének változása:
| Lakosok száma | 397  | 1123 | 1945 | 3024 | 3267 | 3311 | 3146 | 3066 | 3069 | 3158 |
|               | 1968 | 1982 | 1990 | 2006 | 2013 | 2015 | 2017 | 2019 | 2020 | 2022 |